# Aburina endoxantha
Aburina endoxantha är en fjärilsart som beskrevs av George Francis Hampson 1926. Aburina endoxantha ingår i släktet Aburina och familjen nattflyn. Inga underarter finns listade i Catalogue of Life.